# Zbigniew Brzózka
Zbigniew  Włodzimierz  Brzózka (ur. 11 lutego 1953 w Zamościu) – polski chemik, specjalizujący się w chemii analitycznej i bioanalityce.
Studia ukończył w 1977 roku na Politechnice Warszawskiej, w 1982 na tej samej uczelni uzyskał stopień doktora. Stopień doktora habilitowanego nauk chemicznych w zakresie chemii uzyskał w 1991 roku na podstawie rozprawy Elektrody jonoselektowe z zastosowaniem membran z polichlorku winylu. W 1998 roku otrzymał tytuł profesora nauk chemicznych. W latach 2008–2016 piastował funkcję dziekana Wydziału Chemicznego Politechniki Warszawskiej.
Prowadził badania nad wykorzystaniem chemii supramolekularnej w czujnikach chemicznych stosowanych w diagnostyce medycznej i ochronie środowiska oraz nad miniaturyzacją czujników analitycznych i biosensorów, w tym tzw. Lab-on-a-chip. Obecnie jego zainteresowania naukowe skupiają się na wykorzystaniu miniaturowych układów bioanalitycznych z zastosowaniem hodowli komórkowych 2D i 3D do badań interakcji i migracji komórek, oceny skuteczności terapii, diagnostyki chorób oraz określania cytotoksyczności wybranych materiałów. Od roku 2016 jest kierownikiem Katedry Biotechnologii Medycznej funkcjonującej w ramach Wydziału Chemicznego Politechniki Warszawskiej.
Wypromował 9 doktorów nauk chemicznych.
Współtwórca 20 zgłoszeń patentowych.
W 2003 roku laureat subsydium profesorskiego "Mistrz" FNP.
W 2010 roku został uhonorowany Medalem Wiktora Kemuli.
Odznaczony Złotym Krzyżem Zasługi (2004) oraz Krzyżem Kawalerskim Orderu Odrodzenia Polski (2020)

## Wybrane publikacje
- Czujniki chemiczne i bioczujniki: słowniczek znaczeniowy (1995, wspólnie z Władysławem Torbiczem, ISBN 83-905119-0-8)
- Sensory chemiczne (1998, wspólnie ze Wojciechem Wróblewskim, ISBN 83-7207-024-5)
- Laboratorium analizy instrumentalnej (1988, redakcja pracy zbiorowej, ISBN 83-7207-061-X)
- Miniaturyzacja w analityce (2005, redakcja pracy zbiorowej, ISBN 83-7207-563-8)
- Mikrobioanalityka (2009, redakcja pracy zbiorowej, ISBN 978-83-7207-809-4)